# 埴生村 (大阪府)
埴生村（はにうむら）は、大阪府南河内郡にあった村。現在の羽曳野市の北西部、おおむね東除川の右岸にあたる。

## 地理
- 河川：東除川

## 歴史
沿革
- 1889年（明治22年）4月1日 - 町村制の施行により、丹南郡伊賀村・向野村・埴生野新田・野々上村の区域をもって発足。
- 1896年（明治29年）4月1日 - 所属郡が南河内郡に変更。
- 1956年（昭和31年）9月30日 - 古市町・高鷲町・西浦村・駒ヶ谷村・丹比村と合併して南大阪町が発足。同日埴生村廃止。

## 村政
行政区は伊賀、向野、野々上。村長は以下の通りである。

### 村長
- 仲辻正巳 - 初代村長（のち南大阪町町長）、向野出身[2]
- 今西勝治郎[1]

## 経済

### 産業
農業
産物は米、麦。『大日本篤農家名鑑』によれば、埴生村の篤農家は山本、新熊姓の人物がいた。
食肉業
竹内街道に沿った牛馬集散の要地であった向野地区には、江戸時代から病牛馬の治療に当たる獣医や斃牛馬処理権が存在しており、その後、蓄積された解体技術を生かして屠畜へ転換し、1883年に和島勇次良が大阪府より正式に認可を受けて屠畜場を始め、1890年代（明治中期）にはすでに食肉業が農業を越えるほどに発展した。村人は食肉行商に努力し、夏季の食肉販売を可能にするために、保存馬肉「さいぼし」を商品化するなど、食肉販売と屠牛を合わせて明治後期には大阪府下の食肉産業の筆頭格となっていた。1908年には、屠場が村に買収されて村営となり、同年の埴生村総収入の47％は屠場収益が占めるに至った。1949年には「埴生食肉卸商業組合」を結成して近代的な屠場経営に尽力し、1955年には「南大阪食肉卸商業協同組合」と改称、大阪府下屠馬第一位、屠牛第三位の実績を達成、高度経済成長期には屠牛実績全国第三位となり、1976年には「羽曳野市食肉地方市場」を開設、1997年には全国第二位の屠牛場に成長した。

## 人口
1930年に刊行された『市町村治績録 改訂第2版』によると、戸数487、人口2812。

## 施設
- 尋常小学校[1]
- 野中寺[1]（高野山真言宗）

## 名所・旧跡・観光スポット・祭事・催事
- 塚穴古墳

## 交通
- 大鉄停車場には数町[1]

## 出身人物
- 浅田満（実業家） - 食肉卸ハンナンの元会長。向野出身。
- 和島岩吉（弁護士、和島法律事務所所長） - 大阪弁護士会会長、日本弁護士連合会会長などを歴任。向野出身。部落解放運動家の和島為太郎の弟。